# Эглизау
Эглизау (нем. Eglisau) — город в Швейцарии, в кантоне Цюрих.
Входит в состав округа Бюлах. Население составляет 3581 человек (на 31 декабря 2007 года). Официальный код — 0055.

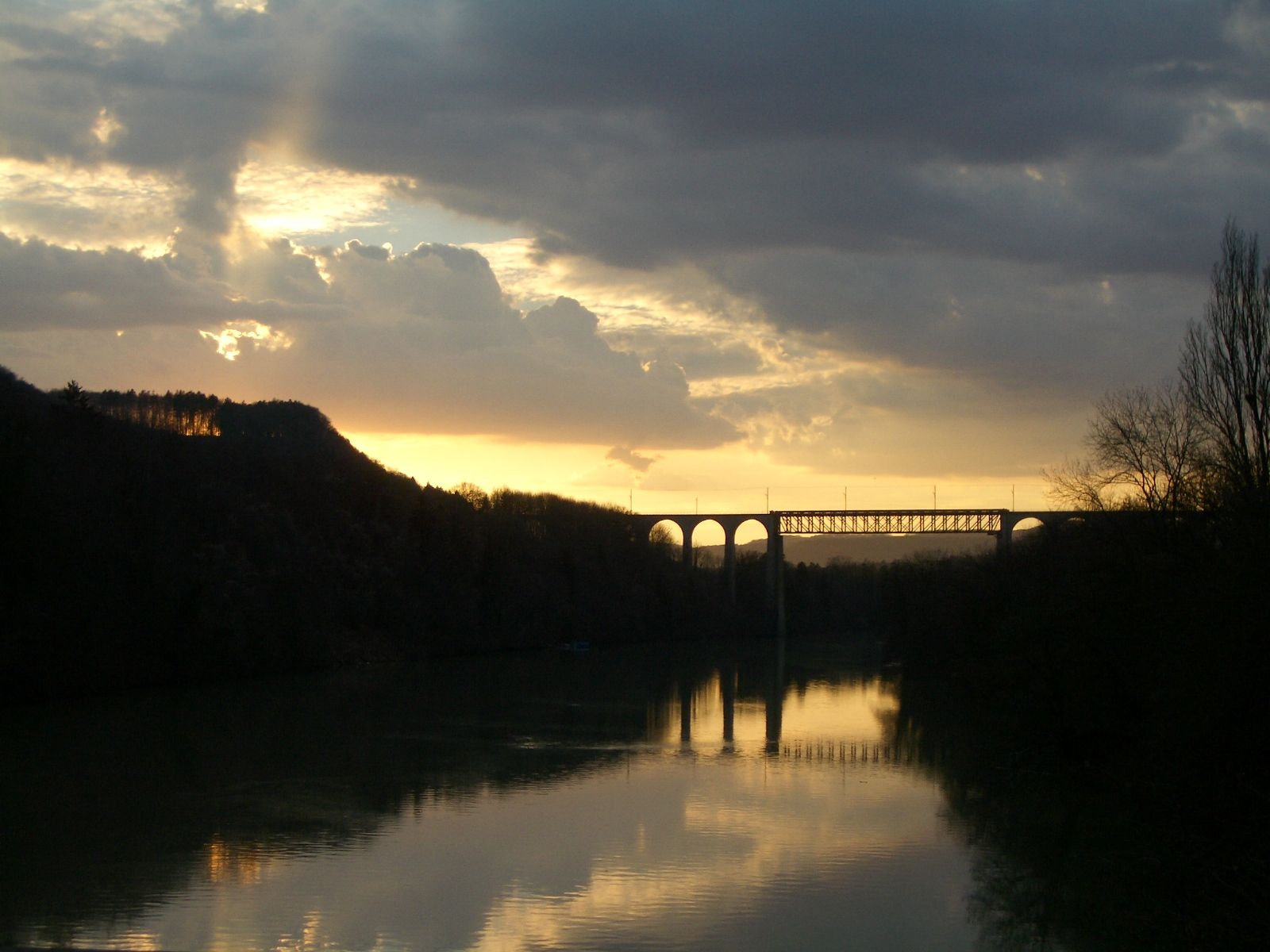
Эглизау